# 대한조산협회
대한조산협회(大韓助産協會, Korean Midwives Association)는 회원의 자질향상과 권익을 도모하고 조산윤리를 준수하며 국민보건향상을 위한 사업 및 모자보건사업과 국제교류를 통한 국가조산사업 발전과 사회복지증진에 기여하기 위해 설립된 대한민국 보건복지부 소관 특수법인이다. 서울특별시 중구 청구로 86 5층에 위치하고 있다.

## 설립 근거
- 의료법 제28조[1]

## 연혁
- 1946년 4월 11일: 한성 산파회 발기회를 서울시 인사동 15번지 임영숙씨 댁에서 개최
- 1952년 5월 24일: 의료법 제53조에 의하여 대한조산원회로 개칭

## 조직

### 대의원총회
- 명예회장
- 고문

#### 대한조산협회장
- 제1부회장
- 제2부회장
- 감사

##### 이사회
- 특별자문위원회
- 기획위원회
- 법제위원회
- 학술위원회
- 재정위원회
- 운영위원회
- 섭외·홍보위원회
- 출산전문교육위원회
- 조산사국가시험위원회
- 건강보험위원회

### 지회
- 서울특별시지회
- 부산광역시지회
- 인천광역시지회
- 광주광역시지회
- 경기도지회
- 강원도지회
- 충청북도지회
- 충청남도지회
- 전라북도지회
- 전라남도지회
- 경상북도대구광역시지회
- 경상남도지회
- 제주도지회
- 대전광역시지회